# Parque Nacional de Ivindo
O Parque Nacional de Ivindo (em francêsː Parc national de l’Ivindo) é uma unidade de conservação que ocupa uma área de 298.758 hectares, com uma área tampão de 182.268 hectares, localizada nas províncias de Ogoué-Ivindo e Ogoué-Lolo, no Gabão. O parque engloba o rio Ivindo, um dos maiores rios de águas negras da África Central. Foi declarado um Patrimônio Mundial pela Organização das Nações Unidas para a Educação, a Ciência e a Cultura (UNESCO), no ano de 2021.
O parque é de propriedade do Estado, e gerenciado pela Agência de Parques Nacionais (ANPN). A Reserva Integral Ipassa com uma área de 10.000 hectares, criada em 2 de outubro de 1971, está inserida na região norte do parque nacional.

## História
Na pré-história, o Vale do Ivindo e o Vale do Ogoué, onde atualmente se encontra o parque, foi habitada por humanos. Foram encontrados vestígios do período da Idade da Pedra e da Idade do Ferro. Entre os anos de 2500 a.C. e 2000 a.C., com as perturbações climáticas, o povo Bantu migrou para outras regiões. Os vales passaram por um longo período de despovoamento até o final do século XIII, com o povo Kota povoando a bacia do Ivindo, principalmente ao longo dos rios Ivindo e Djidji.
Entre os anos de 1930 e 1970, com a política de reagrupamento populacional criada pelo Governo Colonial, as aldeias foram todas agrupadas ao longo das estradas principais, Ovan-Makokou e Makokou-Okondja.
No dia 30 de agosto de 2002, através de decreto presidencial 612/PR/MEFEPEPN, o Parque Nacional de Ivindo foi criado, onde foram definidos os limites do parque.
Em 2 de fevereiro de 2009, uma área do parque com 132.500 hectares, que abrange as corredeiras e cachoeiras do Ivindo e uma parte de Ogoué, entrou para a lista de sítios Ramsar, de nº 1852.

## Geografia
O parque está localizado no extremo sul do planalto na região norte do Gabão, em uma altitude média entre 400 e 500 metros acima do nível do mar. O ponto mais baixo sendo a 300 metros, no Vale do Ivindo e o ponto mais alto sendo a 748 metros, no cume do Monte Kinguié.

## Geologia
O planalto, onde se localiza o parque, é formado por rochas cristalinas arqueanas, datadas de 2,7 a 3,4 bilhões de anos, com presença de maciços de rochas graníticas. As camadas do solo iniciam com depósitos litorais deltaicos, depois com depósitos marinhos, e consolidando com uma camada de jaspe e juntas de ampelita.

## Hidrografia
Os três principais rios inseridos no parque são o rio Ivindo, na região nordeste; o rio Djidji, na parte central; e o rio Langoué, na região sul. Sendo o Ivindo o maior e mais importante rio do parque, abrange uma área de 62.700 Km², possui uma vazão média anual de 778 m³/s no Loa-Loa, e alimenta a cachoeira de Mingouli com 43 metros de altura; e a cachoeira Kongou com 50 metros de altura por 2 quilômetros de largura. O Djidji é o segundo maior rio, abrange uma área de 4.000 Km² e alimenta as cataratas Djidji com 70 metros de altura.

## Ecossistema

### Fauna

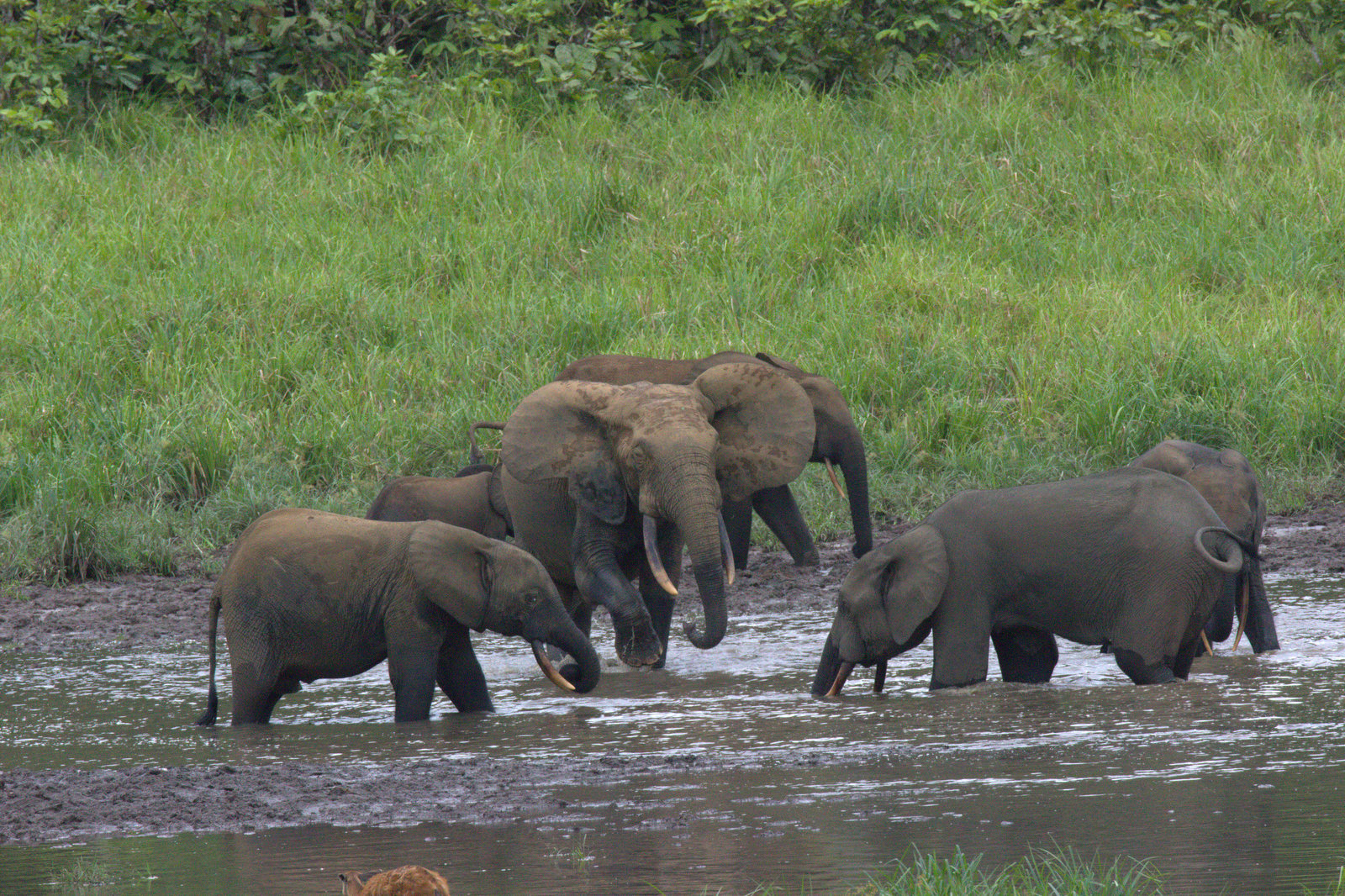
Elefantes no Parque Nacional de Ivindo

No parque se encontram 126 espécies de mamíferos, dos quais 15,8% são endêmicos ou sub-endêmicos da Baixa Guiné. No ano de 2010, os elefantes (Elephantidae) possuíam uma população de aproximadamente 2.851 indivíduos dentro dos limites do parque. Pode ser observado 11 espécies de primatas diurnos, onde 54% são endêmicas ou quase endêmica. Das espécies de primatas diurnos, pode-se encontrar o gorila ocidental, o chimpanzé comum (Pan troglodytes), o mandril (Mandrillus sphinx), o Miopithecus ogoouensis, o Cercopithecus cephus e o Cercopithecus pogonias. Dentre os primatas noturnos, há 7 espécies, onde 42,8% são endêmicas da Baixa Guiné. Pode ser avistado o Arctocebus aureus, o Euoticus elegantulus e o Sciurocheirus gabonensis. Dentro dos limites do parque, também podem ser avistados esquilos (Sciuridae), anomalures (Anomaluridae), arganaz (Gliridae), o porco-espinho africano (Atherurus africanus), o Thryonomys swinderianus, o Cricetomys eminii, o Muridae, o Potamochoerus porcus, Hylochoerus meinertzhageni, Hyemoschus aquaticus, Cephalophus leucogaster,  C. nigrifrons, C. ogilbyi, Neotragus batesi, Tragelaphus euryceros, Manidae, Mellivora capensis, Hydrictis maculicollis, Aonyx congensis, Herpestae, Crocuta crocuta,  Panthera pardus e Caracal auratus.
Podem ser avistados 438 espécies de aves, sendo 5 espécies endémicas da Baixa Guiné, e 357 espécies residentes ou nidificantes. Dentre as espécies de aves, pode ser encontrado o Agapornis swindernianus, Musophaga rossae, o Melignomon zenkeri, a Pitta reichenowi, a Hirundo smithii, Euplectes afer e o Mandingoa nitidula.

### Flora
Aproximadamente 60% da área do parque é composta por florestas primárias guineo-congolesas fechadas, com presença de árvores de até 50 metros de altura. As espécies mais presentes são Coula edulis, Dacryodes buettneri, D. normandii, Dialium pachyphyllum, Diogoa zenkeri, Gilletiodendron pierreanum, Hyme nostegia pellegrinii, Pentaclethra eetveldeana, Plagiostyles africana, Santiria trimera, Scorodophloeus zenkeri e Scyphocephalium mannii. Além das florestas primárias, o parque também possui florestas de várzea e florestas pantanosas.

### Clima
Possui um clima equatorial de transição, com as quatro estações bem definidas. A precipitação média anual é de 1.650 a 1.800 mm, sendo os meses de abril, maio, outubro e novembro os mais chuvosos, e os meses de julho e agosto os mais secos. A temperatura média anual é de 23,9°C, com temperatura mínima média de 21,7°C no mês de julho, e temperatura máxima de 25°C no mês de abril.